# Kerak
Kerak (lze také Karak, nebo Al Karak, arabsky الكرك) je město v dnešním Jordánsku se slavným křižáckým hradem Krakem des Moabites zvaném též La Pierre du Desert. Dnes je hlavním městem Kerackého governorátu.

## Poloha
Kerak byl během křížových výprav součástí království jeruzalémského, leží jižně od Ammanu na Královské dálnici. Starověká pevnost, zabraná křižáky se nachází ve výšce okolo 1000 metrů nad mořem a je ze tří stran obklopena údolím. Velitel hradu měl překrásný výhled na Mrtvé moře. Město s asi 20000 obyvateli se honosí množstvím budov, restaurací či míst k relaxaci z osmanské architektury 19. století. Město zabírá trojúhelníkovou plošinu s hradem v jižním cípu, který oblasti dominuje.

## Historie
Kerak byl osídlen již od doby železné a stal se důležitým městem pro Moabity (kteří ho pojmenovali Qir Moabský'). V Bibli se Kerak nazývá Qer Harreseth a která je v 2 Královské 16:9 a v Ámosově 1:5, 9:7 popisuje jako město pod vládou asyrské říše a je zmíněný jako místo, kam přišli Syřané před osídlením oblastí severní Palestiny a kam akkadský král Tiglatpilesar III. poslal své zajatce po dobytí Damašku. Nakonec zřejmě padl do rukou Nabataeanců a roku 105 Římanům. Během řecko-římských dob se Kerak stal důležitým městem, známým pod jménem Kharkha. Za vlády Byzantské říše v něm bylo zřízeno biskupství a křesťanství zde bylo tolerováno i za pozdější vlády Arabů.
Největší důležitosti však Kerak dosáhl až za vlády křižáků a následně jejich mocenských soupeřů Ajúbovců, kteří zde zanechali většinu architektonických památek z té doby.
Al-Ghassasneh (Ghassanids) kmene je věřil být první kmen obývat města Karak, a největší z hlediska počtu. Kmen se skládá z rodiny: Suheimat, Dmour, Mbaydeen, Adaileh, Soub, Karakiyeen.

### Hrad

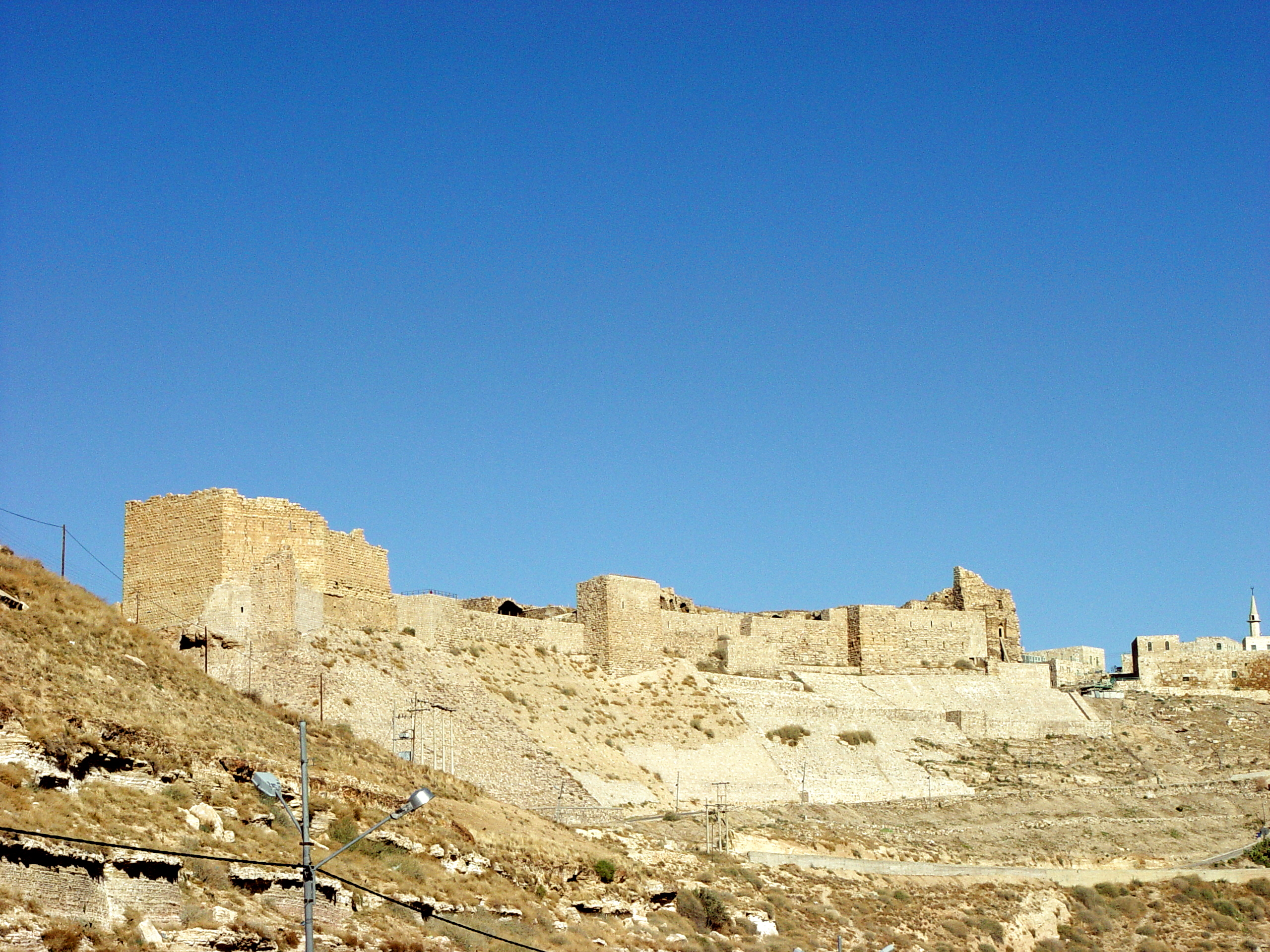
Krak des Moabites

S budováním hradu v Keraku začal v roce 1140 úředník Peganus z rozkazu jeruzalémského krále Fulka z Anjou. Křižáci hrad nazývali Krak des Moabites, nebo také „Kerak v Moabu“ a tak je také v literatuře často uváděn. Kerak bývá často zaměňován se slavným hradem Krak des Chevaliers, který držel řád Johanitů.
Peganus byl pánem z Oultrejordainu a Kerak se stal centrem jeho moci. Krak des Moabites nahradil Paganovi slabší hrad Krak de Montreal na jihu. Z Keraku mohl také Peganus lépe kontrolovat beduínské pastevce a obchodní trasy z Damašku do Egypta a Mekky. Peganovi nástupci, jeho synovec Maurice a Filip z Milly hradu přidali věže a na severní a jižní straně nechali vybudovat příkopy (jižní příkop sloužil zároveň jako vodní nádrž). Z nejpozoruhodnějších prvků křižácké architektury se zachovala severní zeď, do které byly vestavěny ohromné dvouposchoďové haly. Ty se používaly jako obytné prostory a stáje, ale také jako válečná galérie, ze které měl velitel obránců dokonalý přehled a úkryt před ostřelováním z obléhacích strojů.
Roku 1176 získal Kerak Renauld de Chatillon svatbou se Stefanií z Milly, vdově po Humphreym III. z Toronu. Z Keraku Renauld zahájil útoky na muslimské obchodní karavany a dokonce se pokusil zaútočit na Mekku. V roce 1184 byl Krak des Moabites v reakci na Renauldovy výpady Saladinem obležen. Hrad byl obléhán během svatby princezny Isabely a Humphreye IV. z Toronu a Saladin po několika vyjednáváních souhlasil, aby jeho obléhací stroje nezaměřovaly komnaty novomanželůy zatímco zaútočí na zbytek hradu. Obléhané nakonec vysvobodil král Balduin IV.
Po bitvě u Hattínu roku 1187 Saladin Krak des Moabites oblehl znovu a roku 1189 jej dobyl. Podle legendy byli během obléhání obránci přinuceni prodat za jídlo své ženy a děti do otroctví (totéž se říká i o obléhání Kraku de Montreal).
V roce 1263 mamlúcký vládce Bajbars nechal v severozápadním rohu vybudovat další věž. Roku 1840 Egypťan Ibrahim Paša hrad dobyl a zničil většinu jeho opevnění.
Hrad se rozprostírá v jižní části plošiny. To je význačné pro křižáckou architekturu, která kombinuje prvky evropské, byzantské a arabské architektury. Zdi jsou zesílené s čtverhrannými vyčnívajícími věžemi, dlouhé klenuté kamenné galérie jsou osvícené pouze úzkými štěrbinami s hlubokým příkopem ze západu, který úplně oddělil hrad od okolí.
V podhradí Kraku des Moabites se nachází Keracké Archeologické Muzeum, které je nové otevřeno od roku 2004 po ukončení renovačních prací. Muzeum dokumentuje zdejší historii i archeologii keracké a moabské oblasti od nejstarších dob až islámské doby. Historii střetů mezi islámem a křesťany v souvislosti s hradem Krak des Moabites a městem Kerak se v muzeu věnují do detailů.

## Galerie

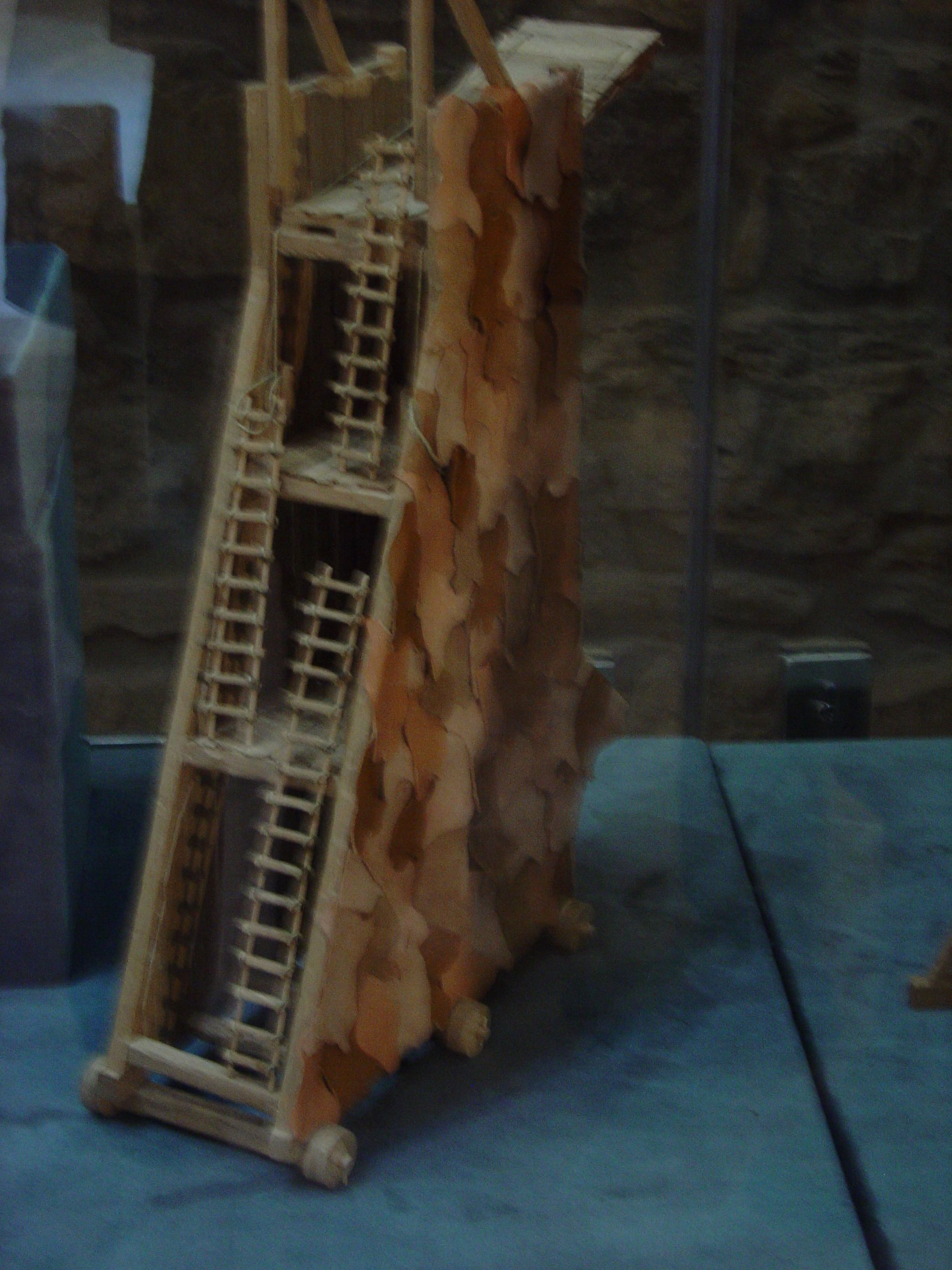
Model obléhací věže
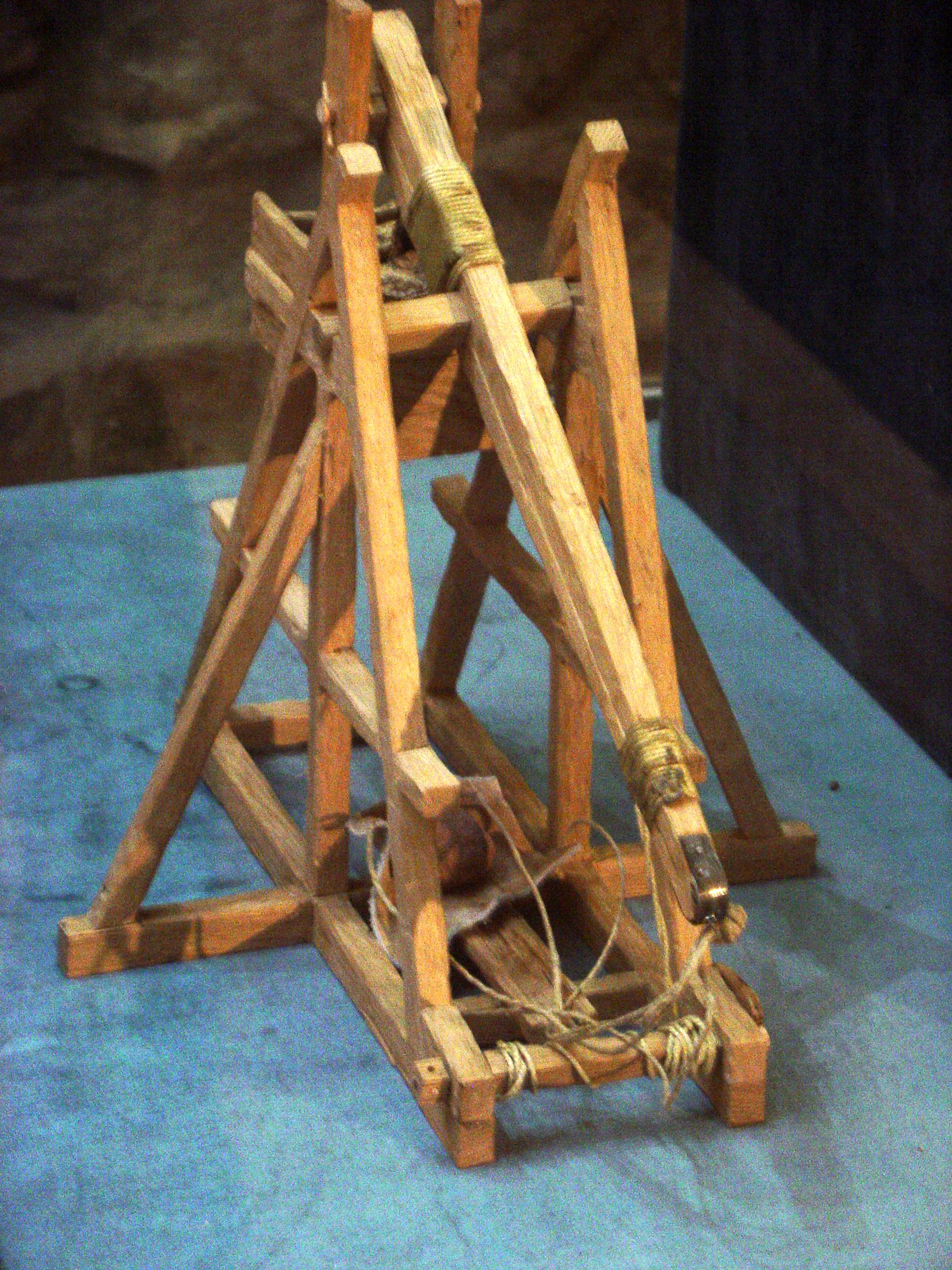
Model obléhacího praku
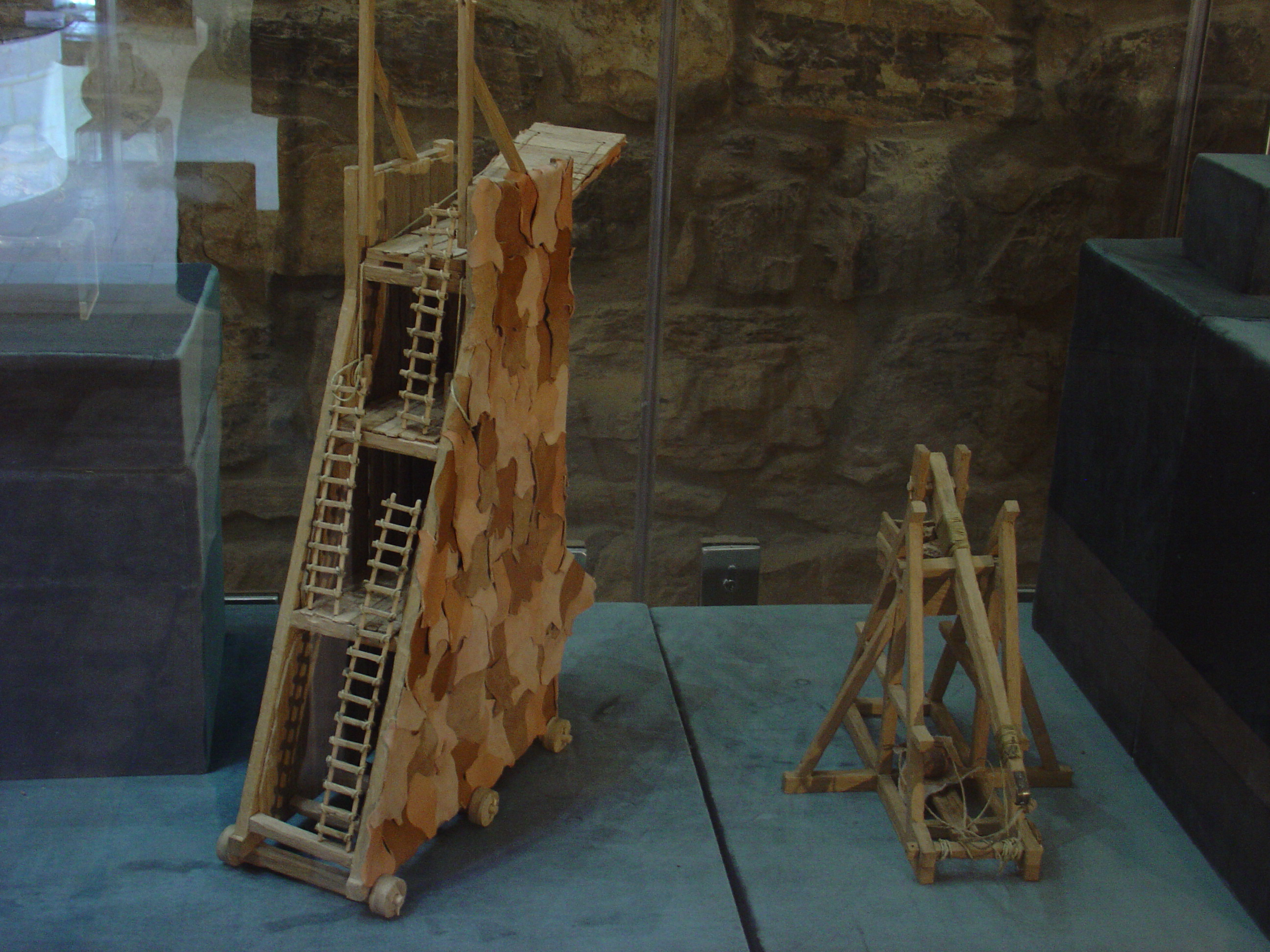
Modely obléhací věže a obléhacího praku na jednom snímku
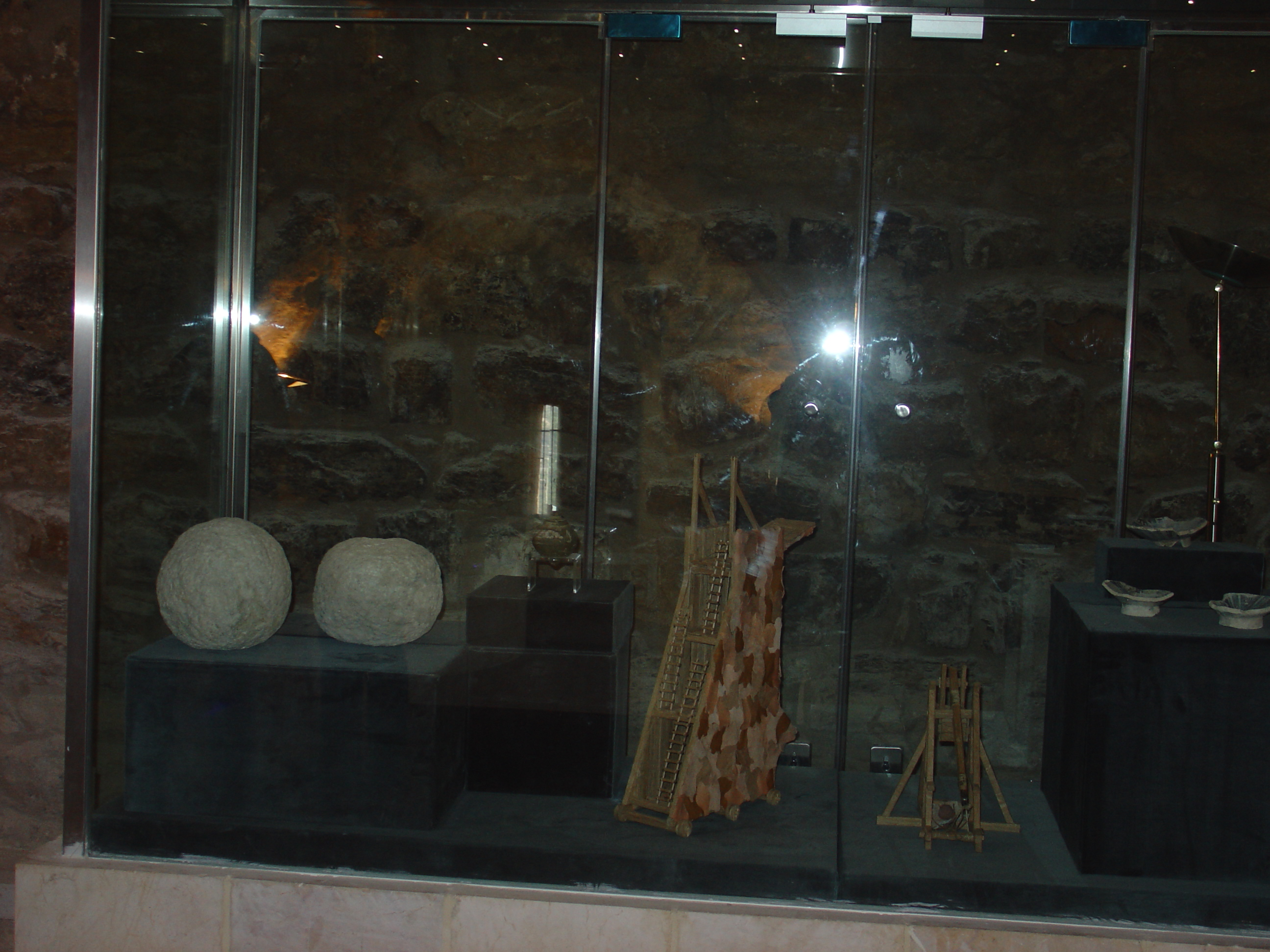
Modely obléhací věže a obléhacího praku z větší vzdálenosti s originálními kamennými střelami

## Partnerská města

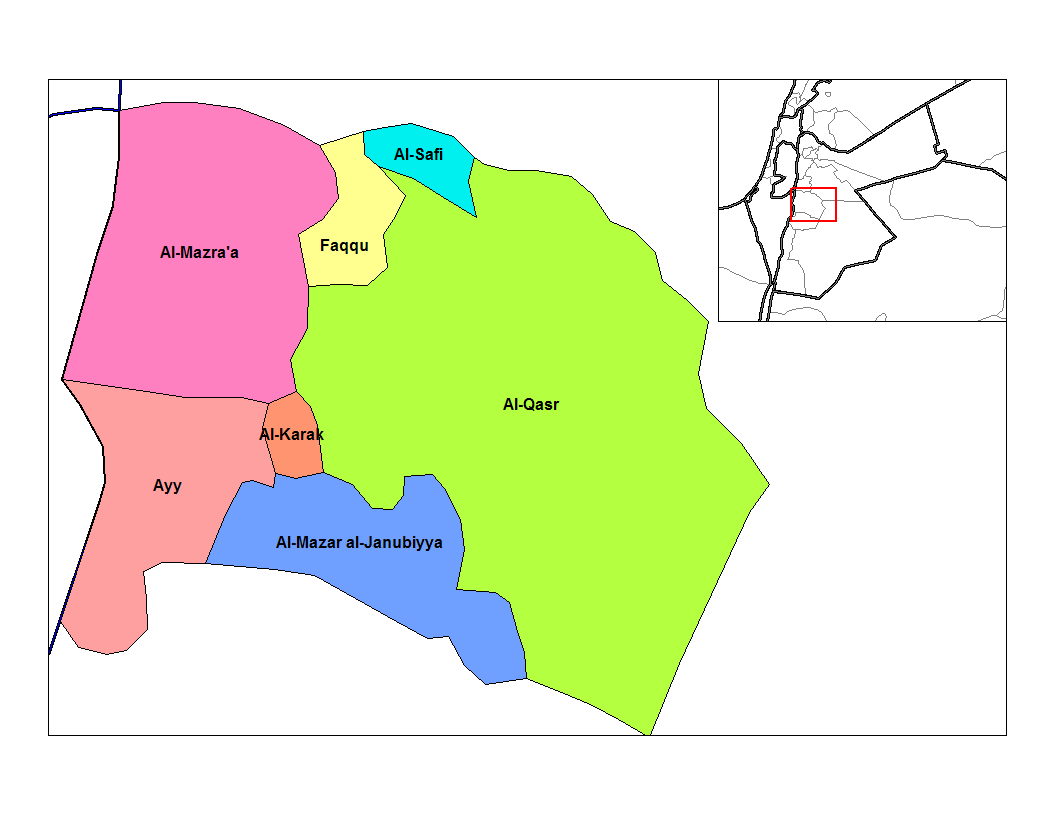
Mapa se správním dělením Kerackého governorátu v Jordánsku

9. listopadu 2005 se sesterským městem Keraku stal Birmingham v Alabamě. Smlouva o přátelství mezi oběma městy byla podepsána v Birminghamu kerackým starostou Mohammedem Ma'aitou a tamějším starostou Bernardem Kincaidem.
Starostové slíbili těsnější spolupráci a rozvíjení vztahu mezi oběma městy.